# Stefano Lo Russo
Pour les articles homonymes, voir Lo Russo.
 (avril 2025).
La mise en forme du texte ne suit pas les recommandations de Wikipédia : il faut le « wikifier ».
Les points d'amélioration suivants sont les cas les plus fréquents. Le détail des points à revoir est peut-être précisé sur la page de discussion.
- Les titres sont pré-formatés par le logiciel. Ils ne sont ni en capitales, ni en gras.
- Le texte ne doit pas être écrit en capitales (les noms de famille non plus), ni en gras, ni en italique, ni en « petit »…
- Le gras n'est utilisé que pour surligner le titre de l'article dans l'introduction, une seule fois.
- L'italique est rarement utilisé : mots en langue étrangère, titres d'œuvres, noms de bateaux, etc.
- Les citations ne sont pas en italique mais en corps de texte normal. Elles sont entourées par des guillemets français : « et ».
- Les listes à puces sont à éviter, des paragraphes rédigés étant largement préférés. Les tableaux sont à réserver à la présentation de données structurées (résultats, etc.).
- Les appels de note de bas de page (petits chiffres en exposant, introduits par l'outil «  Source ») sont à placer entre la fin de phrase et le point final[comme ça].
- Les liens internes (vers d'autres articles de Wikipédia) sont à choisir avec parcimonie. Créez des liens vers des articles approfondissant le sujet. Les termes génériques sans rapport avec le sujet sont à éviter, ainsi que les répétitions de liens vers un même terme.
- Les liens externes sont à placer uniquement dans une section « Liens externes », à la fin de l'article. Ces liens sont à choisir avec parcimonie suivant les règles définies. Si un lien sert de source à l'article, son insertion dans le texte est à faire par les notes de bas de page.
- La présentation des références doit suivre les conventions bibliographiques. Il est recommandé d'utiliser les modèles {{Ouvrage}}, {{Chapitre}}, {{Article}}, {{Lien web}} et/ou {{Bibliographie}}. Le mode d'édition visuel peut mettre en forme automatiquement les références.
- Insérer une infobox (cadre d'informations à droite) n'est pas obligatoire pour parachever la mise en page.

Pour une aide détaillée, merci de consulter Aide:Wikification.
Si vous pensez que ces points ont été résolus, vous pouvez retirer ce bandeau et améliorer la mise en forme d'un autre article.
 (avril 2025).
Si vous disposez d'ouvrages ou d'articles de référence ou si vous connaissez des sites web de qualité traitant du thème abordé ici, merci de compléter l'article en donnant les références utiles à sa vérifiabilité et en les liant à la section « Notes et références ».
Stefano Lo Russo (né à Turin le 15 octobre 1975) est un homme politique et géologue italien. Il est maire de Turin, maire de la Ville métropolitaine de Turin, vice-président de l’ANCI (Association nationale des communes italiennes) chargé des politiques européennes et internationales, et coordinateur national des maires du Parti démocrate. Il est également professeur de Engineering Geology au Département de l'environnement, du territoire et des infrastructures (DIATI) du Politecnico di Torino.

## Biographie

### Formation
Stefano Lo Russo est diplômé en 1999 en Geological Sciences avec mention, puis obtient un doctorat en Environmental Engineering au Politecnico di Torino en 2004.[réf. nécessaire]

### Parcours académique
Il commence sa carrière comme Assistant Professor (2007-2014), devient Associate Professor (2014-2017) et est promu Full Professor en 2017.[réf. nécessaire]
Il est auteur de publications scientifiques évaluées par des pairs et participe à des conférences internationales.
Il est Associate Editor de la revue Geofluids (Wiley) et membre du comité éditorial de Environmental Earth Sciences (Springer).
Ses recherches portent sur les low-enthalpy geothermal systems, la gestion et la protection des groundwater, l'analyse du risque de chutes de pierres, la energy security et la durabilité minière.
Il enseigne les disciplines suivantes : Engineering Geology, Hydrogeology, Petroleum and Mining Geology, Geothermal Energy et Land Planning.
Il a été Visiting Professor à la MGIMO University, à la Peter the Great St. Petersburg Polytechnic University et à la Gubkin Russian State University of Oil and Gas. Il a également été Invited Distinguished Lecturer à l'University of Queensland et Visiting Scholar à Flinders University et au National Center for Groundwater Research and Training.

### Carrière politique
Élu au Conseil municipal de Turin en 2006, il est réélu en 2011 et devient chef du groupe du Parti démocrate jusqu’en 2013, date à laquelle il est nommé adjoint au maire chargé de l'urbanisme.[réf. nécessaire]
Réélu en 2016, il reste à la tête du groupe démocrate jusqu'à son élection comme maire de Turin en 2021.
Depuis 2015, il préside la Commission pour le logement, l'urbanisme et les marchés publics de l’ANCI.
En 2024, il est nommé vice-président de l'ANCI, chargé des affaires européennes et internationales, et devient coordinateur national des maires du Parti démocrate.[réf. nécessaire]
Il est coordinateur du pacte des actionnaires publics d'IREN, président de la Fondazione Teatro Regio di Torino et de la Fondazione per la Cultura Torino.
Il siège au Conseil national pour la coopération au développement auprès du Ministère italien des affaires étrangères et de la coopération internationale en tant que représentant de l’ANCI. Il est membre du Congrès des pouvoirs locaux et régionaux du Conseil de l'Europe, vice-président régional de Metropolis et membre du comité directeur des Champion Mayors for Inclusive Growth de l'OCDE.
En 2023-2024, il participe au Yearlong Mayors Program de la Bloomberg Harvard City Leadership Initiative.